# 5'nizza
5'nizza (izgovorjava "pjatnica" in pomeni »petek« v ruščini in ukrajinščini, je bila glasbena akustična skupina ustanovljena leta 2000 v Harkovu v Ukrajini in 2007 prenehala z delovanjem. Ponovno je skupina začela igrati leta 2015. Skupino sta ustanovila dva prijatelja Sergey Babkin (Сергей Бабкин, kitara) in Andrey “Sun” Zaporozhets (Андрей Запорожец, glas).
Glasba skupine je kombinacija različnih žanrov, reggae, Latin, rock in hip hop z minimalističnim folk stilom in akustično kitaro. Kljub majhnemu zanimanju velikih založb je skupina dobila kulten status med oboževalci v velikem delu centralne in vzhodne Evrope, predvsem Ukrajine, Rusije, Poljske in Nemčije. 

## Kariera
Skupaj sta začela igrati leta 1998. 5'nizza demo album Unplugged je bil razširjen po vsej Skupnosti neodvisnih držav leta 2002. Demo so kritiki dobro sprejeli. Nekateri so celo rekli, da je bil demo najbolj prodajan album tega leta v Rusiji. 
Uraden album Pyatnitsa je bil izdan leta 2003 in je vseboval večino pesmi iz Unplugged. Drugi album O'5 (pomeni Ponovno v Ruščini) sta izdala leta 2005. 
Babkin in Zaporožets sta imela tudi druge glasbene projekte poleg skupne skupine. Babkin je posnel tri solo albume: Ura, SN. G, Bis! in Motor.  Zaporožets je bil drugi pevec pri skupini Lюk (Luk). Babkin je tudi igralec v harkovskemu gledališču Theater 19. 
5'nizza je koncentrirala po Rusiji, obiskala je tudi Minsk v Belorusiji. V Litvi je bila skupina glavni gost na festivalu Kultūros Tvartas leta 2004. Tretji album sta izdala leta 2007 z gosti na albumu. Tega leta je skupina prenehala delovati. Zadnja dva koncerta sta bila v Varšavi in v Krakovu. 
Marca 2015 sta Babkin in Zaporožets oznanila ponoven povratek skupine z novimi pesmimi: "I Believe In You”.  